# Colban, Earl of Buchan
Colban, Earl of Buchan (auch Colbán; † nach 1178) war ein schottischer Adliger.
Die Herkunft von Colban ist unklar. Colban ist vermutlich die gälische Form eines nordischen Namens. Er heiratete Eve, eine Tochter von Gartnait, Earl of Buchan. Nach dem Tod seines Schwiegervaters, der nach 1150 starb, wurde er vor 1173 Earl of Buchan, wobei er umgangssprachlich auch als Mormaer bezeichnet wurde. Über das Earldom Buchan ist im 12. Jahrhundert wie von den anderen nordschottischen Earldoms nur sehr wenig bekannt. Im Krieg gegen England führte Colban 1174 das Aufgebot aus Buchan. Letztmals wird er 1178 erwähnt. In den 1180er Jahren war Roger, der vermutlich sein Sohn oder sein Enkel war, Earl of Buchan.